# داکوتاخرچنگ‌واران
داکوتاخرچنگ‌واران (نام علمی: Dakoticancroidea) نام یک بالاخانواده از فروراسته خرچنگ است.